# Come Taste the Band
Come Taste the Band é o décimo álbum de estúdio do Deep Purple, originalmente lançado em outubro de 1975. O álbum foi co-produzido e concebido pela banda e antigo associado Martin Birch. É o único registro de estúdio com Tommy Bolin, que substituiu Ritchie Blackmore na guitarra. Musicalmente, o álbum é mais comercial que os lançamentos anteriores, tendendo a um rígido foco de hard rock com toques de soul e funk.
Sobre o título do álbum, Glenn Hughes, no documentário Phoenix Rising, conta que Tommy Bolin, após uma noite em que ambos beberam bastante, proferiu a seguinte frase: "Come taste the wine, come hear the band" ("Venha provar o vinho, venha ouvir a banda"). Hughes então teria feito a junção das duas frases, originando daí o nome do álbum.
| Críticas profissionais                                                      | Críticas profissionais |
| Avaliações da crítica                                                       | Avaliações da crítica  |
| Fonte                                                                       | Avaliação              |
| --------------------------------------------------------------------------- | ---------------------- |
| allmusic                                                                    | [ 1 ]                  |
| Rolling Stone                                                               | (favourable)           |
| Esta tabela precisa de ser acompanhada por texto em prosa. Consulte o guia. |                        |

## Faixas

### Versão original
| N.º | Título                         | Compositor(es)                          | Duração |  |
| 1.  | "Comin' Home"                  | Tommy Bolin, David Coverdale, Ian Paice | 3:55    |  |
| 2.  | "Lady Luck"                    | Jeff Cook, Coverdale                    | 2:48    |  |
| 3.  | "Gettin' Tighter"              | Bolin, Glenn Hughes                     | 3:37    |  |
| 4.  | "Dealer"                       | Bolin, Coverdale                        | 3:50    |  |
| 5.  | "I Need Love"                  | Bolin, Coverdale                        | 4:23    |  |
| 6.  | "Drifter"                      | Bolin, Coverdale                        | 4:02    |  |
| 7.  | "Love Child"                   | Bolin, Coverdale                        | 3:08    |  |
| 8.  | "This Time Around/Owed to 'G'" | Hughes, Jon Lord, Bolin                 | 6:10    |  |
| 9.  | "You Keep On Moving"           | Coverdale, Hughes                       | 5:19    |  |

### 35th Anniversary Edition
| Disco 1: álbum original remasterizado |                                                  |         |  |
| N.º                                   | Título                                           | Duração |  |
| 1.                                    | "Comin' Home"                                    | 3:54    |  |
| 2.                                    | "Lady Luck"                                      | 2:48    |  |
| 3.                                    | "Gettin' Tighter"                                | 3:36    |  |
| 4.                                    | "Dealer"                                         | 3:53    |  |
| 5.                                    | "I Need Love"                                    | 4:24    |  |
| 6.                                    | "Drifter"                                        | 4:05    |  |
| 7.                                    | "Love Child"                                     | 3:07    |  |
| 8.                                    | "This Time Around/Owed to 'G'"                   | 6:13    |  |
| 9.                                    | "You Keep on Moving"                             | 5:22    |  |
| 10.                                   | "You Keep on Moving (Single edit)" (Bonus track) | 4:32    |  |

| Disco 2: álbum remixado em 2010 |                                                                       |         |  |
| N.º                             | Título                                                                | Duração |  |
| 1.                              | "Comin' Home"                                                         | 4:08    |  |
| 2.                              | "Lady Luck"                                                           | 2:46    |  |
| 3.                              | "Gettin' Tighter"                                                     | 4:23    |  |
| 4.                              | "Dealer"                                                              | 3:55    |  |
| 5.                              | "I Need Love"                                                         | 5:16    |  |
| 6.                              | "You Keep on Moving"                                                  | 5:18    |  |
| 7.                              | "Love Child"                                                          | 3:05    |  |
| 8.                              | "This Time Around"                                                    | 3:24    |  |
| 9.                              | "Owed to 'G'"                                                         | 2:56    |  |
| 10.                             | "Drifter"                                                             | 3:59    |  |
| 11.                             | "Same in LA (Previously unreleased)" (Coverdale, Hughes, Paice, Lord) | 3:19    |  |
| 12.                             | "Bolin/Paice Jam (Previously unreleased)" (Bolin, Paice)              | 5:47    |  |

## Créditos
- Jon Lord: teclados, piano, sintetizadores
- Ian Paice: bateria, percussão
- David Coverdale: vocal principal (exceto nas faixas 3-4, 8 e 9), guitarra base
- Tommy Bolin: guitarra solo, baixo (na faixa 4), vocal principal (na faixa 4)
- Glenn Hughes: baixo (exceto na faixa 4), vocal principal (nas faixas 3, 8 e 9)

### Crédito adicionais
- Produzido por Martin "The Wasp" Birch and Deep Purple
- Mixação finalizada por Martin Birch e Ian Paice
- Engendrado por Martin Birch
- Fotografia da capa por Peter Williams
- Os ensaios para o álbum foram gravadas por Robert Simon, que originalmente engendrava o álbum. Mas após uma disputa com a banda ao longo da programação, a grupo deixou o Pirate Simon's Sound Studios, em favor de Birth.